# Rayol-Canadel-sur-Mer
 Rayol-Canadel-sur-Mer  es una población y comuna francesa, en la región de Provenza-Alpes-Costa Azul, departamento de Var, en el distrito de Draguignan y cantón de Saint-Tropez.

## Demografía
| 456 | 613 | 846 | 868 | 871 | 700 |
| Para los censos de 1962 a 1999 la población legal corresponde a la población sin duplicidades (Fuente: INSEE [Consultar]) |     |     |     |     |     |